# 高强
高强（1944年8月—），男，河北盐山人，中华人民共和国政治人物。中国人民大学经济系毕业，高级经济师。1978年7月加入中国共产党；是中共第十七届中央委员；第十届全国政协委员。在“非典”（SARS）危机爆发后，由中华人民共和国国务院副秘书长任上，调往卫生部任常务副部长；在吴仪卸任后，正式出任卫生部部长（至2007年6月）。后任卫生部副部长、党组书记（正部长级），第十一届全国人大财政经济委员会副主任委员、全國人大常委會预算工作委员会主任。

## 生平
高强中学时代就学于天津市第一中学。1962年，高强进入中国人民大学经济系世界经济专业学习，1967年毕业。毕业后，高强参加工作。
高强曾长期在中华人民共和国地方及中央财政部门任职；历任河北省财政厅副处长、副厅长，财政部财政预算管理司副司长、司长，财政部部长助理、副部长等职。2001年7月转任国务院副秘书长兼国家科技教育领导小组办公室主任。
当2003年“非典”（SARS）危机爆发后，中华人民共和国政府改组卫生部人事；国务院副总理吴仪兼任卫生部部长，高强出任卫生部党组书记兼常务副部长。危机过后，吴仪在2005年4月卸任部长兼任，高强正式出任卫生部部长。
2007年6月，全国人大常委会任命非中共党员的陈竺出任卫生部部长，高强退任副部长，但依然兼任中共卫生部党组书记的职务。2009年，年届正部长级官员退休年龄的高强于当年2月11日起不再担任卫生部的职务；但不久之后，即被第十一届全国人大常委会任命为全国人大财政经济委员会副主任委员兼全国人大常委会预算工作委员会主任。全国人大常委会2011年12月31日决定免去高强全国人大常委会预算工作委员会主任职务。退休後擔任中國健康管理協會總顧問。